# Laia Codina
Laia Codina Panedas (* 22. Januar 2000 in Campllong) ist eine spanische Fußballspielerin.

## Karriere

### Vereine
Bereits in ihrer Jugend war sie beim FC Barcelona und ging hier von der Jugendmannschaft zur Saison 2017/18 in die B-Mannschaft über. Bereits am 17. Oktober 2019 kam sie im Achtelfinale der UEFA Women’s Champions League bei dem 5:0-Sieg über den FK Minsk zur zweiten Halbzeit ins Spiel. In derselben Zeit kam sie dann auch in der Primera División zu ihren ersten Einsätzen. Zur darauffolgenden Ligasaison 2020/21 wurde sie dann auch fest Teil der ersten Mannschaft und wurde nun noch konsistenter eingesetzt.
Zur Saison 2021/22 folgte dann eine Leihe nach Italien zur AC Mailand, wo sie in dieser Saison der Serie A fast unbestreitbare Stammspielerin war. In der Saison 2022/23 kehrte sie zurück nach Barcelona. 2023 wechselte sie zum FC Arsenal.

### Nationalmannschaft
Mit der spanischen U19 nahm sie an der Europameisterschaft 2018 teil und gewann mit ihrer Mannschaft hier im Finale über Deutschland den Titel. Sie selbst steuerte im Turnierverlauf einen Assist bei. Nach erfolgreicher Qualifikation nahm sie mit ihrem Team auch an der Europameisterschaft 2019 teil, schied hier aber im Halbfinale gegen Frankreich bereits aus.
Ab Oktober 2021 erhielt sie dann auch Einsätze für die U23-Mannschaft. Ihr Debüt in der A-Nationalmannschaft erhielt sie dann auch noch im selben Monat, genauer gesagt am 11. Oktober 2022. Bei einem 2:0-Freundschaftsspielsieg über die USA, wurde sie gleich in die Startelf gesetzt und erzielte in der 39. Minute dann mit dem 1:0 auch gleich ihr erstes Länderspieltor. In den folgenden Monaten des Jahres 2023 kam sie dann nochmal bei weiteren Freundschaftsspielen zu Einsatzzeit.
Am 30. Juni 2023 wurde sie für den finalen Kader bei der Weltmeisterschaft 2023 nominiert.

## Titel
- Weltmeisterin: 2023